# Samsung Galaxy A42 5G
Samsung Galaxy A42 5G — це смартфон, розроблений південнокорейським виробником Samsung Electronics. Смартфон працює на операційній системі Android. Це модель серії A, попередником якої є Samsung Galaxy A41. Також Samsung Galaxy A42 5G має такі особливості: підтримку двох сім-карт, виріз-віконце над екраном (щоб там розмістилися селфі-камера, динаміки та додаткові датчики). Телефон постачається з попередньо встановленою ОС Android 10 та спеціальною версією програмного забезпечення One UI 2.5 від Samsung.

## Історія
Вперше про запуск нового смартфону світ дізнався у вересні 2020 року на віртуальному заході Samsung "Life Unstoppable", де були представлені й інші новинки. В інтернеті оприлюднили інформацію, що майбутній пристрій буде оснащений системою Qualcomm Snapdragon 750G, на вибір: 4, 6 або 8 Гб оперативної пам'яті та дисплеєм із розширенням екрану 720 x 1600 пікселів.
Продажі розпочалися в листопаді 2020 року. В Індії смартфон був перейменований як "Samsung Galaxy M42 5G" та запущений в лінійці серії М 1 травня 2021 року.

## Технічні характеристики

### Апаратне забезпечення

#### Опис
Samsung Galaxy A42 5G - це смартфон середнього класу, який підтримує мережі 5G. Модель відрізняється комрактними розмірами, збільшеним об'ємом пам'яті, більш автономною роботою в порівнянні з попередницею і має додаткову камеру для макрозйомки. Корпус Samsung Galaxy A42 5G вироблений з пластику. Смартфон доступний в трьох кольорах - чорному, білому та сірому.

#### Пам'ять
Телефон продається у комплектаціях: 4, 6 або 8 ГБ RAM-пам'яті та 128 ГБ вбудованої пам'яті.

#### Екран
Смартфон оснащений 6.6-дюймовим Super AMOLED дисплеєм із роздільною здатністю 720 x 1600 пікселів, співвідношенням сторін 20:9 (~266 ppi). Частота оновлення - 60 Гц.

#### Процесор
Samsung Galaxy A42 5G працює на базі 8-ядерного процесора Qualcomm Snapdragon 750G, два ядра працюють на частоті 2,2 ГГц, а шість - на частоті 1,8 ГГц, це пропонує користувачеві хорошу продуктивність при високій енергоефективності. 

#### Камера
Samsung Galaxy A42 5G має основну камеру з чотирма сенсорами: 48 MP, f/1.8, 0.8µm, PDAF (широка); 8 MP, f/2.2, 123˚ (надширока); 5 MP, f/2.4 (макро); 5 MP, f/2.4 (для вимірювання глибини). Також основна камера підтримує зйомку відео у 4K форматі зі швидкістю 30 кадрів в секунду, однак в цьому режимі є недоступною електронна стабілізація. Фронтальна камера смартфону 20 МП, f/2.2. 

#### Акумулятор
Ємність акумулятора Samsung Galaxy A42 5G становить 5000 mAh. При активному використанні ви можете розраховувати на 16 годин роботи, перш ніж вам знадобиться підзарядка. У комплекті зі смартфоном йде зарядний пристрій на 15 Вт, який заряджає телефон від 0 до 100% приблизно за 2 години.

### Програмне забезпечення
Смартфон Samsung Galaxy A42 5G працює на базі Android 10, One UI 2.5 з доступним оновленням до Android 11, One UI 3.1.

## Відгуки
Загалом Samsung Galaxy A42 5G отримав не найкращі відгуки.  Це пов'язано з тим, що смартфон оснащений низькою роздільною здатністю дисплея у поєднанні з великим екраном.

## Дивіться також
- Samsung Galaxy A41
- Samsung Galaxy A51
- Samsung Galaxy A series

## Зовнішні посилання
- Official product page [Архівовано 7 жовтня 2021 у Wayback Machine.] Samsung